# Люси Певенси
Люси Певенси (англ. Lucy Pevensie; 1932—1949) — одна из главных героев серии книг «Хроники Нарнии» Клайва Стейплза Льюиса.
Девочка из обычной английской семьи. Младшая сестра Питера, Сьюзен и Эдмунда, двоюродная сестра Юстэса Вреда. Родилась в 1932 году по Земному летоисчислению. У неё каштановые волосы (по книге «Лев, колдунья и платяной шкаф» — золотые) и серо-голубые глаза. Характер настойчивый, она невероятно активная, неунывающая, веселая и храбрая. Стала одной из Четырёх правителей Нарнии. Жители Нарнии прозвали её Люси Отважная (англ. Lucy the Valiant).
Фигурирует в пяти книгах «Хроник Нарнии»: как ребёнок и как один из главных персонажей — в книгах «Лев, колдунья и Платяной шкаф», «Принц Каспиан» и «Покоритель зари, или Плавание на край света»; как взрослая — в книгах «Конь и его мальчик» и «Последняя битва».
Прототип — Люси Барфилд.

## Личность и Характер
Из всех главных героев «Хроник» Люси наиболее идеалистична, чистосердечна и даже в более взрослом возрасте сохраняет детскую веру в чудеса. Можно сказать, что она воплощает в себе все три добродетели христианства — Веру, Надежду, Любовь. В то же время, иногда она может проявлять остроумие и даже сарказм: например, в «Принце Каспиане» на слова Питера про «девчонок, которые не могут удержать в голове карту» она ответила «потому что у нас головы не пустые». Правда, в «Покорителе Зари» ей свойственно тщеславие — девочка хотела стать прекраснее всех на свете, чтобы из-за любви к ней все монархи и вся знать мира Нарнии бились сперва на турнирах, а потом и на настоящих войнах, а когда не удалось — с расстройства читает подслушивающее заклятие и узнаёт, что младшая подружка Марджори Престон за глаза говорит о ней гадости. Сгоряча Люси называет ту гадюкой и уверена, что все подруги предательницы, но рассказ-заклятие «Как очистить и обрадовать душу» и беседа с Асланом помогают раскаяться — девочка понимает, что внутренняя красота дороже внешней (недаром её простое личико, когда она кается, становится даже милее, чем если бы она стала красивее всех в мире), что подслушивать гадко — неважно, в замочную скважину или посредством заклятия, что Марджори на деле её любит, а гадости говорила из-за малодушия и чтобы впечатлить старшеклассницу Энн Фиверстон, и не подслушай Люси — может, они бы дружили всегда.
Известно, что Люси очень любит танцевать, ходить босиком и («больше всего на свете») гладить мех, а больше всего на свете боится гигантских насекомых.

## Биография
Люси родилась в 1932 году, ей было 8 лет, когда она впервые попадает в Нарнию через Платяной Шкаф. Во время действия книги «Последняя битва» ей 17 лет.

### Лев, Колдунья и Платяной шкаф
Первой находит Нарнию и рассказывает о ней остальным, но ей не верят, потом все же попадает в Нарнию с братьями и сестрой. Девочка становится Королевой вместе с сестрой Сьюзен и братьями Питером и Эдмундом. Эпоха правления Питера, Сьюзен, Эдмунда и Люси стала Золотым Веком Нарнии. Но во время охоты на белого оленя она с царственными братьями и сестрой случайно находит фонарный пустырь и сам фонарный столб, где Люси встретила мистера Тумнуса. Она просит остановиться братьев и сестру, и они сильно удивляются увиденному. Через платяной шкаф они вновь попадают в Англию, где с момента их ухода не прошло и минуты, а они сами вновь стали детьми.

### Конь и его мальчик
События в книге произошли после коронации братьев и сестёр, и до возвращения их в Англию, описанных в книге «Лев, Колдунья и Платяной шкаф». Она участвует в битве за Анвард в рядах лучников.
Принц Корин описывает её скорее как девчонку-сорванца, в отличие от её сестры, королевы Сьюзен, которая "больше похожа на взрослую".

### Принц Каспиан
Благодаря Древней магии Люси, вместе со своими братьями и сестрой, по зову волшебного рога, вновь попадает в прекрасную страну Нарнию через год после прошлого путешествия. До того, как принц Каспиан позвал их, была почти единственной, кто знал и верил, что они обязательно туда вернутся. Первой видит Аслана, но, боясь последовать за ним, продолжает путь со своими близкими. В битве у подножия Кургана Аслана не участвует, потому что находится с Асланом, Сьюзен, Силеном и другими.

### «Покоритель зари», или Плавание на край света
Пока Сьюзен путешествует с мистером и миссис Певенси в Америку, а Питер готовится к вступительным экзаменам с профессором Дигори Кирком, Люси (которой на тот момент 10 лет), Эдмунд (ему на тот момент 12, в фильме 14) и их двоюродный брат Юстас попадают в Нарнию через картину, на которой был нарисован корабль. Эта книга написана в значительной степени с точки зрения Люси. В конце Аслан твёрдо говорит ей и Эдмунду, что они стали, как Сьюзен и Питер, слишком взрослыми, чтобы в дальнейшем переживать чудеса Нарнии, хотя и намекает, что он есть в Англии, только иначе зовётся - то есть является Иисусом Христом.

### Последняя битва
В «Последней битве» она является второстепенным персонажем. Она возвращается в Нарнию со своими братьями, Верховным королём Питером и королём Эдмундом, Юстасом Вредом, Джилл Поул, Полли Пламмер и Дигори Кёрком. Она становится свидетелем смерти Нарнии — страны теней — и перемещается в новую Нарнию, отражением которой была страна теней и которая, по сути своей, является нарнийским отражением Рая.
Там Люси встречает своих старых друзей: мистера Тумнуса, Рипичипа, семью бобров, и Аслан рассказывает ей о железнодорожной катастрофе, в которой погибла она, её братья, её родители, Полли, Дигори, Юстас и Джилл, поэтому она и все остальные перешли в Жизнь Вечную — Новую Нарнию и Англию — Страну Аслана.

## Отражение в кинематографе
- Софи Уилкокс[англ.] (сериал BBC; 1988—1990)
- Джорджи Хенли (экранизация Walden Media)